# Reprezentacja Słowenii w piłce nożnej mężczyzn
Reprezentacja Słowenii w piłce nożnej mężczyzn (słoweń. Reprezentanca Slovenije v nogometu za moške) – narodowy zespół piłkarzy nożnych Słowenii. Za jego funkcjonowanie odpowiedzialny jest Słoweński Związek Piłki Nożnej.

## Historia
Reprezentacja Słowenii swój pierwszy oficjalny mecz rozegrała w 1991 roku. Przez następną dekadę drużyna zaliczana była do europejskich słabeuszy. Poza tym w samej Słowenii piłka nożna nie cieszyła się dużą popularnością, o wiele większe zainteresowanie wzbudzały koszykówka i piłka ręczna. W latach 1995–97 w eliminacjach do Mistrzostw Świata 1998 oraz UEFA Euro 1996 Słoweńcy rozegrali łącznie osiemnaście meczów – wygrali trzy (z czego wszystkie w eliminacjach do Mistrzostw Europy), zremisowali również trzy i przegrali dwanaście.
Wszystko zmieniło się, kiedy w 1998 roku selekcjonerem reprezentacji został 35-letni Srečko Katanec. Za jego kadencji reprezentacja zagrała najpierw w UEFA Euro 2000, a dwa lata później na Mistrzostwach Świata 2002. W obu przypadkach Słoweńcy awansowali po barażach – w 1999 roku wygrali z reprezentacją Ukrainy, a w 2001 roku – z reprezentacją Rumunii. Znacznie lepiej zaprezentowali się na mistrzostwach Europy (dwa remisy i minimalna przegrana z reprezentacją Hiszpanii; na światowym czempionacie – trzy porażki), chociaż udział w obu turniejach zakończyli na fazie grupowej.
Po odejściu Katanca (po konflikcie z największą gwiazdą reprezentacji Zlatko Zahovičem) reprezentacja znów popadła w przeciętność, przegrywając eliminacje do UEFA Euro 2004 (po barażu z reprezentacją Chorwacji), Mistrzostw Świata 2006 i UEFA Euro 2008. Jednakże w 2008 roku, po objęciu funkcji selekcjonera przez Matjaža Keka, słoweńska reprezentacja wyraźnie poprawiła swoje osiągnięcia. W eliminacjach do MŚ 2010, Słoweńcy zajęli drugie miejsce w grupie (kosztem faworyzowanych reprezentacji Czech i Polski), co uprawniało ich do rozegrania barażu o awans. W meczach barażowych reprezentacja Słowenii wyeliminowała reprezentację Rosji (na wyjeździe 1:2, u siebie 1:0, przy równym bilansie zadecydował gol zdobyty w Moskwie) i wywalczyła udział w Mistrzostwach Świata w Republice Południowej Afryki.
Na tym turnieju słoweńscy piłkarze zagrali w grupie C razem ze Stanami Zjednoczonymi, Anglią i Algierią. Po jednym zwycięstwie (z Algierią 1:0), jednym remisie (ze Stanami Zjednoczonymi 2:2), oraz jednej porażce (z Anglią 0:1) zajęli trzecie miejsce w grupie zdobywając cztery punkty. Pożegnali się tym samym z turniejem.
W eliminacjach do Euro 2012 Słoweńcy grali w grupie C razem z Włochami, Estonią, Serbią, Irlandią Północną i Wyspami Owczymi. Po czterech zwycięstwach, dwóch remisach i czterech porażkach zajęli ostatecznie czwarte miejsce z 14 punktami na koncie, co nie dało im awansu.
Dwa lata później w eliminacjach do Mistrzostw Świata w Brazylii ulokowano ich w grupie E razem ze Szwajcarią, Islandią, Norwegią, Albanią i Cyprem. Notując pięć zwycięstw i pięć porażek z piętnastoma punktami na koncie zajęli trzecie miejsce, które nie pozwoliło nawet na udział w barażach.
Eliminacje do Euro 2016 we Francji słoweńska ekipa rozpoczęła meczami w grupie E, razem z Anglią, Szwajcarią, Estonią, Litwą i San Marino. Szesnaście punktów w dziesięciu meczach po pięciu zwycięstwach, jednym remisie i czterech porażkach pozwoliło reprezentacji Słowenii zająć trzecie miejsce i ostatecznie wystąpić w barażach o awans. Zagrała w nich z reprezentacją Ukrainy. Przegrywając dwumecz (2:0, 1:1) nie pojechała na ten turniej.
Kwalifikacje do Mistrzostw Świata 2018 w Rosji podopieczni Srečko Katanca rozpoczęli w grupie F razem z Anglią, Słowacją, Szkocją, Litwą i Maltą. Jednak cztery zwycięstwa trzy remisy i trzy porażki (15 punktów), ostatecznie pozwoliły zająć dopiero czwarte miejsce nie dające kwalifikacji.
Po tych eliminacjach Katanec podał się do dymisji. Na tym stanowisku zastąpił go jego rodak Tomaž Kavčič. Pod jego wodzą Słoweńcy przystąpili do rozgrywek nowo powstałej Ligi Narodów UEFA. W grupie C rywalizowali oni z Norwegią, Bułgarią oraz Cyprem. Notując trzy remisy i trzy porażki spadli do Dywizji D. W międzyczasie nastąpiła zmiana selekcjonera i stery reprezentacji tymczasowo przejął Igor Benedejčič. W listopadzie 2018 nowym trenerem kadry (po raz drugi) został Matjaž Kek.

### Euro 2024
Reprezentacja Słowenii pod wodzą Matjaža Keka zaliczyła najlepsze eliminacje do mistrzostw Europy w historii, zaliczając 7 zwycięstw, 1 remis i jedynie dwie porażki. Pozwoliło to zająć drużynie Słowenii 2. miejsce w grupie, co oznaczało pierwszy w historii bezpośredni awans na turniej mistrzowski i pierwszy awans Słoweńców na międzynarodowy turniej od Mundialu 2010. 
Słowenia trafiła do grupy z Anglią, Serbią i Danią, co oznaczało, że podopieczni Matjaža Keka byli najniżej notowaną drużyną w rankingach światowych w tej grupie. Jednakże reprezentacja Słowenii rozpoczęła turniej od niespodziewanego remisu 1:1 z Duńczykami. Później doszło do kolejnego remisu 1:1, tym razem z reprezentacją Serbii, z którą stracili gola w ostatniej minucie doliczonego czasu po rzucie rożnym przeciwników, tym samym tracąc szansę na pierwsze zwycięstwo w historii reprezentacji Słowenii na mistrzostwach Europy. Ostatni mecz w fazie grupowej zakończył się remisem 0:0 przeciwko reprezentacji Anglii. Głównym atutem gry reprezentacji Słowenii podczas fazy grupowej była świetna organizacja w bloku defensywnym a dwa gole dla Słowenii na Euro 2024 strzelili obrońcy – Erik Janža (w meczu z Danią) i Žan Karničnik (w meczu z Serbią). 
Po tych spotkaniach Słowenia zajęła 3. miejsce w grupie z bilansem bramkowym 2:2, takim samym, jak Dania, która skończyła oczko wyżej mimo identycznego dorobku punktowego. O ostatecznej pozycji zadecydowała żółta kartka otrzymana przez członka sztabu Słoweńców - Milivoje Novakovića. Mimo to, taki wynik pozwolił Słowenii wyjść z grupy, jako 4. najlepsza drużyna z klasyfikacji 3. miejsc.
Słoweńcy awansowali pierwszy raz w dziejach do fazy pucharowej mistrzostw, a ich rywalem w 1/8 finału była Portugalia. Sam mecz natomiast został rozegrany na Deutsche Bank Park
we Frankfurcie. Reprezentacja Słowenii ponownie grała bardzo pewnie w obronie i po regulaminowym czasie gry wynikiem meczu było 0:0. W takiej sytuacji doszło do dogrywki. W 103. minucie meczu Vanja Drkušić sfaulował Diogo Jote w polu karnym. Rzutu karnego nie wykorzystał Cristiano Ronaldo, strzał Portugalczyka z 11 metrów obronił Jan Oblak. Niedługo później czerwoną kartkę otrzymał trener Słowenii - Matjaž Kek. Ostatecznie mecz zakończył się wynikiem 0:0, co poskutkowało konkursem rzutów karnych. W nim lepsi okazali się Portugalczycy 3:0 (wszystkie trzy jedenastki Słoweńców w serii rzutów karnych obronił Diogo Costa). W ten sposób reprezentacja Słowenii zakończyła turniej na fazie 1/8 finału.

## Udział w międzynarodowych turniejach

### Igrzyska olimpijskie
| Udział w igrzyskach olimpijskich | Udział w igrzyskach olimpijskich | Udział w igrzyskach olimpijskich | Udział w igrzyskach olimpijskich | Udział w igrzyskach olimpijskich | Udział w igrzyskach olimpijskich | Udział w igrzyskach olimpijskich | Udział w igrzyskach olimpijskich | Udział w igrzyskach olimpijskich | . | Kwalifikacje do igrzysk olimpijskich | Kwalifikacje do igrzysk olimpijskich | Kwalifikacje do igrzysk olimpijskich | Kwalifikacje do igrzysk olimpijskich | Kwalifikacje do igrzysk olimpijskich | Kwalifikacje do igrzysk olimpijskich |
| Rok                              | Runda                            | Miejsce                          | M                                | W                                | R                                | P                                | B+                               | B-                               | . | M                                    | W                                    | R                                    | P                                    | B+                                   | B-                                   |
| -------------------------------- | -------------------------------- | -------------------------------- | -------------------------------- | -------------------------------- | -------------------------------- | -------------------------------- | -------------------------------- | -------------------------------- | - | ------------------------------------ | ------------------------------------ | ------------------------------------ | ------------------------------------ | ------------------------------------ | ------------------------------------ |
| 1948-1992                        | Słowenia była częścią Jugosławii | Słowenia była częścią Jugosławii | Słowenia była częścią Jugosławii | Słowenia była częścią Jugosławii | Słowenia była częścią Jugosławii | Słowenia była częścią Jugosławii | Słowenia była częścią Jugosławii | Słowenia była częścią Jugosławii | . |                                      |                                      |                                      |                                      |                                      |                                      |
| 1996                             | Nie zakwalifikowała się          | Nie zakwalifikowała się          | Nie zakwalifikowała się          | Nie zakwalifikowała się          | Nie zakwalifikowała się          | Nie zakwalifikowała się          | Nie zakwalifikowała się          | Nie zakwalifikowała się          | . | 10                                   | 6                                    | 1                                    | 3                                    | 19                                   | 12                                   |
| 2000                             | Nie zakwalifikowała się          | Nie zakwalifikowała się          | Nie zakwalifikowała się          | Nie zakwalifikowała się          | Nie zakwalifikowała się          | Nie zakwalifikowała się          | Nie zakwalifikowała się          | Nie zakwalifikowała się          | . | 10                                   | 1                                    | 5                                    | 4                                    | 10                                   | 19                                   |
| 2004                             | Nie zakwalifikowała się          | Nie zakwalifikowała się          | Nie zakwalifikowała się          | Nie zakwalifikowała się          | Nie zakwalifikowała się          | Nie zakwalifikowała się          | Nie zakwalifikowała się          | Nie zakwalifikowała się          | . | 8                                    | 2                                    | 3                                    | 3                                    | 4                                    | 7                                    |
| 2008                             | Nie zakwalifikowała się          | Nie zakwalifikowała się          | Nie zakwalifikowała się          | Nie zakwalifikowała się          | Nie zakwalifikowała się          | Nie zakwalifikowała się          | Nie zakwalifikowała się          | Nie zakwalifikowała się          | . | 2                                    | 1                                    | 0                                    | 1                                    | 1                                    | 2                                    |
| 2012                             | Nie zakwalifikowała się          | Nie zakwalifikowała się          | Nie zakwalifikowała się          | Nie zakwalifikowała się          | Nie zakwalifikowała się          | Nie zakwalifikowała się          | Nie zakwalifikowała się          | Nie zakwalifikowała się          | . | 8                                    | 2                                    | 2                                    | 4                                    | 6                                    | 10                                   |
| 2016                             | Nie zakwalifikowała się          | Nie zakwalifikowała się          | Nie zakwalifikowała się          | Nie zakwalifikowała się          | Nie zakwalifikowała się          | Nie zakwalifikowała się          | Nie zakwalifikowała się          | Nie zakwalifikowała się          | . | 10                                   | 5                                    | 2                                    | 3                                    | 29                                   | 11                                   |
| 2020                             | Nie zakwalifikowała się          | Nie zakwalifikowała się          | Nie zakwalifikowała się          | Nie zakwalifikowała się          | Nie zakwalifikowała się          | Nie zakwalifikowała się          | Nie zakwalifikowała się          | Nie zakwalifikowała się          | . | 10                                   | 4                                    | 4                                    | 2                                    | 14                                   | 12                                   |

### Mistrzostwa świata
| Udział w mistrzostwach świata | Udział w mistrzostwach świata    | Udział w mistrzostwach świata    | Udział w mistrzostwach świata    | Udział w mistrzostwach świata    | Udział w mistrzostwach świata    | Udział w mistrzostwach świata    | Udział w mistrzostwach świata    | Udział w mistrzostwach świata    | . | Kwalifikacje do mistrzostw świata | Kwalifikacje do mistrzostw świata | Kwalifikacje do mistrzostw świata | Kwalifikacje do mistrzostw świata | Kwalifikacje do mistrzostw świata | Kwalifikacje do mistrzostw świata |
| Rok                           | Runda                            | Miejsce                          | M                                | W                                | R                                | P                                | B+                               | B-                               | . | M                                 | W                                 | R                                 | P                                 | B+                                | B-                                |
| ----------------------------- | -------------------------------- | -------------------------------- | -------------------------------- | -------------------------------- | -------------------------------- | -------------------------------- | -------------------------------- | -------------------------------- | - | --------------------------------- | --------------------------------- | --------------------------------- | --------------------------------- | --------------------------------- | --------------------------------- |
| 1950 - 1990                   | Słowenia była częścią Jugosławii | Słowenia była częścią Jugosławii | Słowenia była częścią Jugosławii | Słowenia była częścią Jugosławii | Słowenia była częścią Jugosławii | Słowenia była częścią Jugosławii | Słowenia była częścią Jugosławii | Słowenia była częścią Jugosławii | . |                                   |                                   |                                   |                                   |                                   |                                   |
| 1994                          | Nie brała udziału                | Nie brała udziału                | Nie brała udziału                | Nie brała udziału                | Nie brała udziału                | Nie brała udziału                | Nie brała udziału                | Nie brała udziału                | . |                                   |                                   |                                   |                                   |                                   |                                   |
| 1998                          | Nie zakwalifikowała się          | Nie zakwalifikowała się          | Nie zakwalifikowała się          | Nie zakwalifikowała się          | Nie zakwalifikowała się          | Nie zakwalifikowała się          | Nie zakwalifikowała się          | Nie zakwalifikowała się          | . | 8                                 | 0                                 | 1                                 | 7                                 | 5                                 | 20                                |
| 2002                          | Faza grupowa                     | 30/32                            | 3                                | 0                                | 0                                | 3                                | 2                                | 7                                | . | 12                                | 7                                 | 2                                 | 3                                 | 20                                | 6                                 |
| 2006                          | Nie zakwalifikowała się          | Nie zakwalifikowała się          | Nie zakwalifikowała się          | Nie zakwalifikowała się          | Nie zakwalifikowała się          | Nie zakwalifikowała się          | Nie zakwalifikowała się          | Nie zakwalifikowała się          | . | 10                                | 3                                 | 3                                 | 4                                 | 10                                | 13                                |
| 2010                          | Faza grupowa                     | 18/32                            | 3                                | 1                                | 1                                | 1                                | 3                                | 3                                | . | 12                                | 6                                 | 6                                 | 0                                 | 20                                | 11                                |
| 2014                          | Nie zakwalifikowała się          | Nie zakwalifikowała się          | Nie zakwalifikowała się          | Nie zakwalifikowała się          | Nie zakwalifikowała się          | Nie zakwalifikowała się          | Nie zakwalifikowała się          | Nie zakwalifikowała się          | . | 10                                | 5                                 | 0                                 | 5                                 | 14                                | 11                                |
| 2018                          | Nie zakwalifikowała się          | Nie zakwalifikowała się          | Nie zakwalifikowała się          | Nie zakwalifikowała się          | Nie zakwalifikowała się          | Nie zakwalifikowała się          | Nie zakwalifikowała się          | Nie zakwalifikowała się          | . | 10                                | 4                                 | 3                                 | 3                                 | 12                                | 7                                 |
| 2022                          | Nie zakwalifikowała się          | Nie zakwalifikowała się          | Nie zakwalifikowała się          | Nie zakwalifikowała się          | Nie zakwalifikowała się          | Nie zakwalifikowała się          | Nie zakwalifikowała się          | Nie zakwalifikowała się          | . | 10                                | 4                                 | 2                                 | 4                                 | 13                                | 12                                |

### Mistrzostwa Europy
| Udział w mistrzostwach Europy | Udział w mistrzostwach Europy    | Udział w mistrzostwach Europy    | Udział w mistrzostwach Europy    | Udział w mistrzostwach Europy    | Udział w mistrzostwach Europy    | Udział w mistrzostwach Europy    | Udział w mistrzostwach Europy    | Udział w mistrzostwach Europy    | . | Kwalifikacje do mistrzostw Europy | Kwalifikacje do mistrzostw Europy | Kwalifikacje do mistrzostw Europy | Kwalifikacje do mistrzostw Europy | Kwalifikacje do mistrzostw Europy | Kwalifikacje do mistrzostw Europy |
| Rok                           | Runda                            | Miejsce                          | M                                | W                                | R                                | P                                | B+                               | B-                               | . | M                                 | W                                 | R                                 | P                                 | B+                                | B-                                |
| ----------------------------- | -------------------------------- | -------------------------------- | -------------------------------- | -------------------------------- | -------------------------------- | -------------------------------- | -------------------------------- | -------------------------------- | - | --------------------------------- | --------------------------------- | --------------------------------- | --------------------------------- | --------------------------------- | --------------------------------- |
| 1960 - 1992                   | Słowenia była częścią Jugosławii | Słowenia była częścią Jugosławii | Słowenia była częścią Jugosławii | Słowenia była częścią Jugosławii | Słowenia była częścią Jugosławii | Słowenia była częścią Jugosławii | Słowenia była częścią Jugosławii | Słowenia była częścią Jugosławii | . |                                   |                                   |                                   |                                   |                                   |                                   |
| 1996                          | Nie zakwalifikowała się          | Nie zakwalifikowała się          | Nie zakwalifikowała się          | Nie zakwalifikowała się          | Nie zakwalifikowała się          | Nie zakwalifikowała się          | Nie zakwalifikowała się          | Nie zakwalifikowała się          | . | 10                                | 3                                 | 2                                 | 5                                 | 13                                | 13                                |
| 2000                          | Faza grupowa                     | 13/16                            | 3                                | 0                                | 2                                | 1                                | 4                                | 5                                | . | 12                                | 6                                 | 3                                 | 3                                 | 15                                | 16                                |
| 2004                          | Nie zakwalifikowała się          | Nie zakwalifikowała się          | Nie zakwalifikowała się          | Nie zakwalifikowała się          | Nie zakwalifikowała się          | Nie zakwalifikowała się          | Nie zakwalifikowała się          | Nie zakwalifikowała się          | . | 10                                | 4                                 | 3                                 | 3                                 | 16                                | 14                                |
| 2008                          | Nie zakwalifikowała się          | Nie zakwalifikowała się          | Nie zakwalifikowała się          | Nie zakwalifikowała się          | Nie zakwalifikowała się          | Nie zakwalifikowała się          | Nie zakwalifikowała się          | Nie zakwalifikowała się          | . | 12                                | 3                                 | 2                                 | 7                                 | 9                                 | 16                                |
| 2012                          | Nie zakwalifikowała się          | Nie zakwalifikowała się          | Nie zakwalifikowała się          | Nie zakwalifikowała się          | Nie zakwalifikowała się          | Nie zakwalifikowała się          | Nie zakwalifikowała się          | Nie zakwalifikowała się          | . | 10                                | 4                                 | 2                                 | 4                                 | 11                                | 7                                 |
| 2016                          | Nie zakwalifikowała się          | Nie zakwalifikowała się          | Nie zakwalifikowała się          | Nie zakwalifikowała się          | Nie zakwalifikowała się          | Nie zakwalifikowała się          | Nie zakwalifikowała się          | Nie zakwalifikowała się          | . | 12                                | 5                                 | 2                                 | 5                                 | 19                                | 14                                |
| 2020                          | Nie zakwalifikowała się          | Nie zakwalifikowała się          | Nie zakwalifikowała się          | Nie zakwalifikowała się          | Nie zakwalifikowała się          | Nie zakwalifikowała się          | Nie zakwalifikowała się          | Nie zakwalifikowała się          | . | 10                                | 4                                 | 2                                 | 4                                 | 16                                | 11                                |
| 2024                          | 1/8 finału                       | 1/8 finału                       | 1/8 finału                       | 1/8 finału                       | 1/8 finału                       | 1/8 finału                       | 1/8 finału                       | 1/8 finału                       | . | 10                                | 7                                 | 1                                 | 2                                 | 20                                | 9                                 |

## Rekordziści
Kolorem niebieskim zaznaczono wciąż aktywnych piłkarzy
| Lp. | Zawodnik           | Lata gry w kadrze | Mecze | Bramki |
| --- | ------------------ | ----------------- | ----- | ------ |
| 1   | Boštjan Cesar      | 2003–2018         | 101   | 10     |
| 2   | Bojan Jokić        | 2006-             | 100   | 1      |
| 3   | Valter Birsa       | 2006-2018         | 90    | 7      |
| 4   | Samir Handanovič   | 2004–2015         | 81    | 0      |
| 5   | Zlatko Zahovič     | 1992-2004         | 80    | 35     |
| 5   | Milivoje Novakovič | 2006-2017         | 80    | 32     |
| 7   | Mišo Brečko        | 2004-2015         | 77    | 0      |
| 8   | Aleš Čeh           | 1992–2002         | 74    | 1      |
| 8   | Milenko Ačimovič   | 1998-2007         | 74    | 13     |
| 10  | Andraž Kirm        | 2007-2016         | 71    | 6      |

| Lp. | Zawodnik           | Lata gry w kadrze | Bramki | Mecze |
| --- | ------------------ | ----------------- | ------ | ----- |
| 1   | Zlatko Zahovič     | 1992-2004         | 35     | 80    |
| 2   | Milivoje Novakovič | 2006-2017         | 32     | 80    |
| 3   | Sašo Udovič        | 1993-2000         | 16     | 42    |
| 4   | Ermin Šiljak       | 1994-2005         | 14     | 48    |
| 5   | Milenko Ačimovič   | 1998-2007         | 13     | 74    |
| 6   | Tim Matavž         | 2010-             | 11     | 38    |
| 7   | Primož Gliha       | 1992-1998         | 10     | 28    |
| 8   | Boštjan Cesar      | 2003–2018         | 10     | 101   |
| 9   | Josip Iličić       | 2010-             | 9      | 65    |
| 10  | Zlatko Dedič       | 2004-2013         | 8      | 49    |
| 10  | Milan Osterc       | 1997-2002         | 8      | 44    |

## Trenerzy reprezentacji Słowenii
| Szkoleniowiec      | O        | od   | do   | M  | W  | R  | P  | W%    | R%    | P%    | Największe sukcesy                 |
| ------------------ | -------- | ---- | ---- | -- | -- | -- | -- | ----- | ----- | ----- | ---------------------------------- |
| Bojan Prašnikar    | Słowenia | 1991 | 1993 | 4  | 1  | 2  | 1  | 25.00 | 50.00 | 25.00 |                                    |
| Zdenko Verdenik    | Słowenia | 1994 | 1997 | 32 | 10 | 8  | 14 | 31.25 | 25.00 | 43.75 |                                    |
| Bojan Prašnikar    | Słowenia | 1998 | 1998 | 5  | 1  | 1  | 3  | 20.00 | 20.00 | 60.00 |                                    |
| Srečko Katanec     | Słowenia | 1998 | 2002 | 47 | 18 | 16 | 13 | 38.30 | 34.00 | 27.70 | awans i udział w ME 2000 i MŚ 2002 |
| Bojan Prašnikar    | Słowenia | 2002 | 2004 | 16 | 6  | 3  | 7  | 37.50 | 18.75 | 43.75 |                                    |
| Branko Oblak       | Słowenia | 2004 | 2006 | 23 | 6  | 7  | 10 | 26.10 | 30.40 | 43.50 |                                    |
| Matjaž Kek         | Słowenia | 2007 | 2011 | 49 | 20 | 9  | 20 | 40.82 | 18.37 | 40.82 | awans i udział w MŚ 2010           |
| Slaviša Stojanovič | Słowenia | 2011 | 2012 | 9  | 2  | 2  | 5  | 22.22 | 22.22 | 55.56 |                                    |
| Srečko Katanec     | Słowenia | 2013 | 2017 | 42 | 16 | 7  | 19 | 38.10 | 16.66 | 45.23 |                                    |
| Tomaž Kavčič       | Słowenia | 2017 | 2018 | 7  | 1  | 1  | 5  | 14.29 | 14.29 | 71.43 |                                    |
| Igor Benedejčič    | Słowenia | 2018 | 2018 | 2  | 0  | 2  | 0  | 00.00 | 100.0 | 00.00 |                                    |
| Matjaž Kek         | Słowenia | 2018 |      | 58 | 27 | 19 | 12 | 46.55 | 32.76 | 20.69 | awans i udział w ME 2024           |

Stan na 1 lipca 2024

## Stroje
| Producent | od   | do    |
| --------- | ---- | ----- |
| Adidas    | 1992 | 1994  |
| Puma      | 1994 | 1997  |
| Adidas    | 1997 | 2000  |
| Uhlsport  | 2001 | 2003  |
| Kappa     | 2003 | 2006  |
| Nike      | 2007 | nadal |

### Dzieje strojów
Stroje domowe
| 1992 | 1994 | 1998-1999 | 2000 | 2000 | 2001 | 1.2002 | 1.2003 | 9.2005 | 1.2007 |

| 2008 | 2010 | 2012 | 2014 | 2016 | 2016 | 2018 | 2020 |  |